# Der Irrtum des Gesandten
Der Irrtum des Gesandten (russisch Ошибка резидента, Oschibka residenta; wörtlich: Der Fehler des Residenten) ist ein zweiteiliger sowjetischer Spielfilm, der 1968 von Beniamin Dorman im Zentralen Gorki-Filmstudio für Kinder- und Jugendfilme gedreht wurde. Es handelt sich um den ersten Film einer Tetralogie über den Spion Michail Tuljew. Der Titel des ersten Teils lautet „Unter alter Legende“, der Name des zweiten Teils „Die Rückkehr von Bekas“.

## Handlung
Der Agententhriller erzählt vom Schicksal des Topspions Tuljew, dem Sohn eines adligen russischen Emigranten. Die Handlung spielt in der ersten Hälfte der sechziger Jahre. Tuljew kommt „unter alter Legende“, d. h. unter dem Deckmantel einer Tarnidentität, die bereits während der Zusammenarbeit mit dem deutschen Geheimdienst im Zweiten Weltkrieg angelegt wurde, in die UdSSR, um einen Stützpunkt aufzubauen, alte Agenten zu aktivieren und neue anzuwerben. Auf diese Tätigkeit bezieht sich die Bezeichnung Resident aus dem Filmtitel. Bereits Tuljews Vater arbeitete als Spion für den Westen; er leidet im Exil sehr unter der Trennung von der russischen Heimat.
Die Spionageabwehr der UdSSR (der KGB) kommt Tuljew, der unter dem Tarnnamen „Nadeschda“ (russisch Hoffnung) arbeitet, durch einen mysteriösen anonymen Brief aus dem Ausland auf die Spur. Von Tuljew unbemerkt, wird der Agent Pawel Sinizyn, der sich als cleverer Kleinkrimineller Bekas (russisch Schnepfe) ausgibt, auf ihn angesetzt. Tuljew nistet sich unter dem Namen Michail Sarokow beim seit dem Krieg eingesessenen deutschen Spion Dembowitsch ein und sucht sich eine Stelle als Taxifahrer. Er macht die Bekanntschaft der Fahrdienstleiterin Maria, und zwischen beiden entwickelt sich eine Beziehung.
Nachdem Tuljew in der Stadt zufällig auf Bekas trifft (beide sind sich bereits vorher während einer Zugfahrt begegnet, und Tuljew weiß, dass Bekas ein polizeilich gesuchter Dieb ist), weist er Dembowitsch an, ihn anzuwerben. Er selbst vermeidet weiteren Umgang mit Bekas. Dieser beginnt, die Anweisungen Tuljews auszuführen, die er durch Dembowitsch erhält.
Ein Polizist des örtlichen Reviers kommt mit vermeintlich frohen Nachrichten zu Sarokow — in Leningrad wurde angeblich seine jüngere Schwester gefunden, zu der er im Krieg den Kontakt verloren hatte. In Wahrheit handelt es sich natürlich um die Schwester des echten Sarokow, der vom deutschen Geheimdienst beseitigt wurde, und dessen Identität Tuljew angenommen hat. Für Tuljew gibt es nur einen Weg, ein Fiasko zu vermeiden: die Schwester muss verschwinden. Dembowitsch schickt einen Killer zu ihr, der in Leningrad jedoch sofort verhaftet wird. Die Spionageabwehr wahrt jedoch den Schein und sorgt dafür, dass Sarokow offiziell vom Tod der Schwester unterrichtet wird.
Die folgende geheimdienstliche Operation, die Tuljew organisiert, läuft unter voller Kontrolle des KGB ab. Ziel ist es, Boden- und Wasserproben aus der Nähe einer vermutlichen Produktionsstätte für Nuklearwaffen in den Westen zu schmuggeln. Alle Informationen, die der Westen erhält, sind von der sowjetischen Spionageabwehr präpariert worden. Beim Abtransport des Materials über die Seegrenze der UdSSR kommt es zu einem Schusswechsel mit der Küstenwache, und Bekas ist gezwungen, mit in den Westen zu gehen, um dem vorgeblichen Feind nicht in die Hände zu fallen.
Dembowitsch, der seit geraumer Zeit unter Depressionen leidet, bekommt Gewissensbisse und gesteht dem KGB in einem Brief seine Spionageaktivitäten und informiert ihn ebenfalls über die Aktivitäten Tuljews. Anschließend begeht er Selbstmord. Darauf ist Tuljew gezwungen, zu fliehen. Es gelingt ihm, der Überwachung zu entkommen und seine Spuren zu verwischen. Maria erwartet inzwischen ein Kind von Tuljew, der ihr vor seiner Flucht noch eine stattliche Summe zur Unterstützung zukommen hat lassen.
In der Zentrale des westlichen Geheimdienstes wird Bekas ausgeklügelten Tests und Verhören unterzogen, die er jedoch zufriedenstellend meistert. Überzeugt, wirklich einen flüchtigen rückfälligen Dieb vor sich zu haben, entscheiden die Auftraggeber Tuljews – Personennamen und Muttersprache lassen deutlich auf den deutschen Geheimdienst schließen – Bekas auf die Agentenschule zu schicken und nach einem Jahr zurück in die UdSSR zu schleusen. Er wird einem gewissen Stanislaw Kurnakow unterstellt. Kurnakow — d. h. Tuljew, hat inzwischen Identität, Wohnort, Beruf und Aussehen gewechselt. Außer neuen Instruktionen und Ausrüstungsgegenständen überbringt Bekas Tuljew auch die Nachricht vom Tod seines Vaters. Tuljew ist erschüttert, und er und Bekas kommen sich in einem offenen Gespräch menschlich näher.
Bekas gelingt es schließlich, das Versteck zu finden, in dem Tuljew seine Chiffriertabellen für die verschlüsselte Kommunikation mit der westlichen Geheimdienstzentrale verwahrt. Sein Vorgesetzter, General Sergejew, entscheidet sich, Tuljew umgehend zu verhaften. Die Festnahme erfolgt rasch und ohne Aufsehen an einem menschenleeren Ort, damit der Westen nichts davon erfährt. Bekas erhält den Auftrag, als Agentenführer den Kontakt zu den westlichen Auftraggebern zu halten, und tritt somit von nun an an Tuljews Stelle.

## Lieder im Film
- Bekas singt das Lied „Ich im Frühlingswald (Я в весеннем лесу)“ des Dramaturgen und Drehbuchautors Jewgeni Arganowitsch.
- Eine Gruppe Jugendlicher sing auf der Straße das Lied „Unser Nachbar (Наш сосед)“ von Boris Potjomkin.
- In der Episode am Badeort singt Bekas zur Gitarre das Lied „Die Gebildeten rücken förmlich auf die Pelle (Образованные просто одолели)“.
- Bekas singt in der Wohnung von Dembowitschs Geliebter das Lied „Aber auf dem Friedhof ist es so friedlich“ von M. Noschkin und zitiert das Gefängnislied „In der Tundra“ (russ. „По тундре“).
- Bekas zitiert ebenfalls Strophen aus dem Studentenlied: „Du gehst mit dem Rentier … (Ты уедешь к северным оленям…)“.

## Wissenswertes
- Der anonyme Briefeschreiber zu Beginn des Films gibt die Koordinaten des Grenzübertritts von „Nadeschda“ in die UdSSR mit 40° 53′ N, 47° 58′ E an. Diese Position befindet sich in ca. zwei Kilometer Entfernung der Ortschaft Khazra im Rajon Qusar in Aserbaidschan.
- Der Staat, in dessen Auftrag Tuljew operiert, wird nicht direkt genannt. Doch alle Ausländer, die im Film im Zusammenhang mit dem westlichen Geheimdienst auftreten, unterhalten sich untereinander auf Deutsch. Die verschlüsselte Botschaft für „Nadeschda“, die die Sprecherin in Form von zweistelligen Zahlen per Funk durchgibt, ist ebenfalls auf Deutsch.
- Das Schiff, auf dem Bekas in die UdSSR übersetzt, trägt die Flagge der BRD, fährt unter dem Namen „Hannover“ und ist in Köln registriert.
- Der Film enthält keine Ouvertüre und keine Hintergrundmusik.